# Dressed to Kill
A Dressed To Kill a KISS együttes harmadik nagylemeze. A Casablanca kiadó elnöke, Neil Bogart volt a lemez producere. A C'mon And Love Me és a Rock And Roll All Nite voltak a kislemez-dalok. Az album nem ért el magas helyezést a toplistán egészen addig, míg a Rock And Roll All Nite-ot ki nem adták élő verzióban.

## Az album dalai
1. "Room Service" (Stanley) – 2:55
2. "Two Timer" (Simmons) – 2:47
3. "Ladies In Waiting" (Simmons) – 2:31
4. "Getaway" (Frehley) – 2:43
5. "Rock Bottom" (Frehley, Stanley) – 3:55
6. "C'mon And Love Me" (Stanley) 2:55
7. "Anything For My Baby" (Stanley) – 2:32
8. "She" (Simmons, Coronel) – 4:06
9. "Love Her All I Can" (Stanley) – 2:40
10. "Rock And Roll All Nite" (Stanley, Simmons) – 2:46

## A KISS tagjai
- Gene Simmons – basszusgitár, ének
- Paul Stanley – ritmusgitár, ének
- Ace Frehley – szólógitár
- Peter Criss – dob, ének